# Delancey Street
Delancey Street és un dels principals carrers de Lower East Side (Manhattan), a New York, que connecta el barri de Bowery al Williamsburg Bridge, que permet per la seva banda unir Brooklyn. El carrer, que pren el nom de James DeLancey que posseïa una granja al barri, és vorejat de nombrosos comerços des d'ultramarins de qualitat (els delicatessen) als bars, passant per diverses botigues. El carrer és també cèlebre per les seves botigues de roba barata. Entre els llocs més cèlebres de Delancey Street, s'hi troba la Bowery Ballroom ("sala de ball de Bowery"), sala d'espectacles construïda el 1929, el restaurant kosher Ratner's, avui tancat, o també l'Essex Street Market (un dels nombrosos mercats al detall que van ser construïts als anys 1930 per iniciativa de l'alcalde de l'època, Fiorello LaGuardia, per tal d'evitar que massa vehicles circulessin pels carrers estrets del barri). Llavors, a mesura que la Lower East Side va anar esdevenint un barri cada vegada més reputat, s'hi van instal·lar progressivament comerços i sales d'espectacles. De la mateixa manera que Grand Street, Delancey Street és un dels principals carrers que de comerç jueu de la Lower East Side, encara que avui, el carrer hagi acollit joves actius, essencialment de les classes populars, amb un predomini d'afroamericans, de porto-riquenys, de dominicans i de xinesos.
Al carrer està ben connectat pel  metro, ja que les rutes  F,  J,  M i  Z hi circulen, a partir de l'estació Delancey Street-Essex Street. Al carrer també hi ha nombroses parades d'autobús.